# 海天國際
海天國際控股有限公司，簡稱海天國際控股，以及海天國際（英語：Haitian International Holdings Limited，港交所：1882）是一家中国机械制造公司。

## 历史
於1966年當時寧波市政府設立前身為「寧波一塑機廠」、「寧波第一機械塑料廠」，以及「鎮海塑料機械廠」，其後在1994年由職工持股會成員持股，包括現任主席張靜章、現任總裁張劍鳴、胡桂青、張建國、張靜來、張劍峰、錢耀恩、陳寧寧、郭明光、劉劍波、陳蔚群、虞文賢、貝海波、水財毅及胡寶華共同改制成為「寧波海天国际股份有限公司」。
業務在全球經營生產和銷售各種通用液压注塑机系列產品，總部位於中国宁波市北仑区小港江南中路32号（邮编: 315821），以及香港新界葵芳興芳路223號新都會廣場第二座11樓1105室。
招股價為3.95港元，全發發售為399,000,000股，集資額為15.76億港元，該股份在2006年12月22日於港交所主板上市。
海天是中国乒乓球超级联赛宁波海天塑机俱乐部的赞助商，曾多次获得乒超联赛冠军，旗下曾拥有马琳、马龙、朱世赫等知名乒乓球手。

## 連結
- haitianinter.com （页面存档备份，存于）